# 近江木戸駅
近江木戸駅（おうみきどえき）は、滋賀県滋賀郡志賀町大字木戸（現在の大津市木戸）にかつてあった江若鉄道の駅（廃駅）。単に「木戸駅」とも称された。

## 歴史
近江木戸駅は1926年（大正15年）4月に開設された。江若鉄道の和邇駅から当駅までの区間が開通したのに伴うもので、同年8月に路線は当駅から雄松駅まで延伸する。戦後の1949年（昭和24年）に青柳ヶ浜駅が開業するまでは、当駅が琵琶湖の青柳浜水泳場および松の浦水泳場の最寄り駅であり、夏場は水泳場を利用する行楽客でにぎわった。
江若鉄道は1969年（昭和44年）10月31日をもって営業を終了し、当駅も翌11月1日に廃止された。

### 年表
- 1926年（大正15年）
  - 4月11日：和邇駅から当駅までの延伸開業に伴い、滋賀郡木戸村に開業[5][6]。
  - 8月11日：当駅から雄松駅までの区間が開業[2][7]。
- 1969年（昭和44年）11月1日：駅廃止[5]。

## 駅構造
近江木戸駅は旅客と貨物の双方を扱うことができた一般駅。列車交換が可能な交換駅であり、ホームは2本の線路を挟んで向かい合わせに2面配される相対式ホーム。このほかに貨物側線を有した。
ホームの脇には茶色の給水塔が建っていて、蒸気機関車の水の補給に使用された。
| ← 浜大津 方面 | 近江木戸駅 配線略図 | → 近江今津 方面 |
| 凡例 出典:    |                     |                 |

## 利用状況
初期の年間乗降客数・貨物取扱量の状況は以下の通り。
| 年間の旅客および貨物の取扱量 | 年間の旅客および貨物の取扱量 | 年間の旅客および貨物の取扱量 | 年間の旅客および貨物の取扱量 | 年間の旅客および貨物の取扱量 | 年間の旅客および貨物の取扱量 |
| 年                           | 旅客                         | 旅客                         | 貨物                         | 貨物                         | 出典                         |
| 年                           | 乗車                         | 降車                         | 発送                         | 到着                         | 出典                         |
| ---------------------------- | ---------------------------- | ---------------------------- | ---------------------------- | ---------------------------- | ---------------------------- |
| 1931年                       | 20,498人                     | 20,305人                     | 149トン                      | 212トン                      | [ 13 ]                       |
| 1934年                       | 23,341人                     | 23,074人                     | 216トン                      | 263トン                      | [ 14 ]                       |
| 1935年                       | 23,737人                     | 23,231人                     | 71トン                       | 217トン                      | [ 15 ]                       |
| 1936年                       | 28,032人                     | 28,019人                     | 78トン                       | 261トン                      | [ 16 ]                       |

## 駅周辺
駅のあった場所は、江若鉄道の廃線後に開業した湖西線の志賀駅におおむね一致する。当駅付近の線路跡には湖西線の線路が通っており、駅の痕跡は残っていない。
当駅と蓬萊駅の間には木戸川、当駅と青柳ヶ浜駅の間には大谷川という天井川が流れていて、江若鉄道はこの2河川をいずれもトンネルにてくぐり抜けていた。線内にあったトンネルはこの2か所のみである。

## 隣の駅
江若鉄道
江若鉄道線
蓬萊駅 - 近江木戸駅 - （臨）青柳ヶ浜駅 - 比良駅